# No Need to Argue
No Need to Argue är ett album från 1994 av den irländska rockgruppen The Cranberries och det är gruppens hittills mest framgångsrika album, framförallt tack vare hitsingeln "Zombie". Den producerades av Stephen Street.

## Låtlista
1. "Ode to My Family" – 4:30
2. "I Can't Be With You" – 3:07
3. "Twenty One" – 3:07
4. "Zombie" – 5:06
5. "Empty" – 3:26
6. "Everything I Said" – 3:52
7. "The Icicle Melts" – 2:54
8. "Disappointment" – 4:14
9. "Ridiculous Thoughts" – 4:31
10. "Dreaming My Dreams" – 3:37
11. "Yeat's Grave" – 2:59
12. "Daffodil Lament" – 6:14
13. "No Need to Argue" – 2:54

- Text: Dolores O'Riordan
- Musik: Dolores O'Riordan/Noel Hogan (spår 1–3, 5, 6, 8, 9); Dolores O'Riordan (spår 4, 7, 10–13)

## Medverkande
Musiker
- Dolores O'Riordan – sång, elektrisk gitarr, akustisk gitarr, keyboard
- Noel Hogan – elektrisk gitarr, akustisk gitarr
- Mike Hogan – basgitarr
- Fergal Lawler – trummor, percussion

Produktion
- Stephen Street – musikproducent, ljudtekniker
- Julie Gardiner – assisterande musikproducent, assisterande ljudtekniker
- Cally On ArtDalkyIsland – omslagsdesign
- Andy Earl – foto